# Ройд ап Рин
Ройд (валл. Rhoedd) (560/580 — 638) — сын Рина, внук Уриена, короля Регеда. Его отец Рин умер вместе с его дедом Уриеном в 586 году во время осады Линдисфарна. В 616 году умер двоюродный брат Ройда, Элфин. Ройд наследовал ему. Дочь Ройда, Риммелт, вышла замуж за короля Нортумбрии Освиу, который по праву наследовал Регед после смерти Ройда в 638 году.